# Яковлєв Веніамін Федорович
Веніамін Федорович Яковлєв (12 лютого 1932, село Юдіно Уральської області, тепер місто Петухово Курганської області, Російська Федерація — 24 липня 2018, місто Москва, Російська Федерація) — радянський і російський державний діяч, міністр юстиції СРСР, головний державний арбітр СРСР, голова Вищого арбітражного суду Російської Федерації. Член ЦК КПРС у 1990—1991 роках. Доктор юридичних наук, професор. Член-кореспондент Російської академії наук відділення суспільних наук секції філософії, соціології, психології та права (22.05.2003). Повний кавалер ордена «За заслуги перед Вітчизною» (Російська Федерація). 

## Життєпис
Народився в робітничій родині. Закінчив школу в місті Ішимі Тюменської області.
У 1953 році закінчив Свердловський юридичний інститут за спеціальністю «правознавство».
З 1953 року — викладач, з 1954 по 1956 рік — директор Якутської юридичної школи.
Член КПРС з 1956 по 1991 рік.
У 1956—1960 роках — старший помічник прокурора Якутської АРСР.
У 1960—1963 роках — аспірант, з 1963 року — старший викладач, з 1964 року — доцент, декан вечірнього факультету Свердловського юридичного інституту. У 1973 році захистив докторську дисертацію «Громадянсько-правовий метод регулювання суспільних відносин».
У 1973—1987 роках — проректор з навчальної роботи та одночасно (з 1984 року) завідувач кафедри цивільного права Свердловського юридичного інституту.
У 1987—1988 роках — директор Всесоюзного науково-дослідного інституту радянського законодавства Міністерства юстиції СРСР. У 1988—1989 роках — директор Всесоюзного науково-дослідного інституту радянського державного будівництва та законодавства Верховної ради СРСР. З 1988 по 1989 рік — заступник голови громадської Комісії міжнародного співробітництва з гуманітарних проблем та прав людини.
1 серпня 1989 — 11 грудня 1990 року — міністр юстиції СРСР.
11 грудня — 26 грудня 1990 року — головний державний арбітр СРСР. 27 грудня 1990 — 27 листопада 1991 року — голова Вищого арбітражного суду СРСР.
У листопаді — грудні 1991 року — державний радник з правової політики при Президентові СРСР — керівник юридичної служби Апарату Президента СРСР.
23 січня 1992 року призначений головою Вищого арбітражного суду Російської Федерації. У квітні 1992 року З'їздом народних депутатів Російської Федерації обраний головою Вищого арбітражного суду Російської Федерації. 26 січня 2005 року після досягнення ним граничного для посади судді віку повноваження Веніаміна Яковлєва закінчилися.
З 2000 року був завідувачем кафедри правового регулювання ПЕК Міжнародного інституту енергетичної політики та дипломатії Московського державного інституту міжнародних відносин Міністерства закордонних справ Російської Федерації. Працював завідувачем кафедри в Російській академії народного господарства та державної служби при Президенті Російської Федерації.
З 31 січня 2005 року був радником президента Російської Федерації. Неодноразово був перепризначений на посаду радника президента, востаннє 13 червня 2018 року. З 15 лютого 2005 року по 2009 рік — представник президента Російської Федерації у Вищій кваліфікаційній колегії суддів Російської Федерації.
Був науковим керівником Центру приватного права імені С. С. Алексєєва, співголовою Опікунської ради Національного Цивільного Комітету із взаємодії з правоохоронними, законодавчими та судовими органами, членом Президії незалежної організації «Громадянське суспільство».
Керівник Асоціації правників Росії з моменту створення — 22 грудня 2005 року. У 2006—2007 роках обіймав посаду співголови Асоціації правників Росії, у 2008 році — голови Асоціації правників Росії, у 2009 році знову обрано співголовою цієї Асоціації.
Помер у Москві вранці 24 липня 2018 року. Похований 27 липня 1018 року на Широкорєченському цвинтарі Єкатеринбурга.
9 лютого 2022 року Уральському державному юридичному університету (колишній Свердловський юридичний інститут) було присвоєно ім'я Веніаміна Федоровича Яковлєва.

## Нагороди і звання
- орден «За заслуги перед Вітчизною» І ст. (Російська Федерація) (31.01.2005)
- орден «За заслуги перед Вітчизною» ІІ ст. (Російська Федерація) (11.02.2002)
- орден «За заслуги перед Вітчизною» ІІІ ст. (Російська Федерація) (15.01.1997)
- орден «За заслуги перед Вітчизною» IV ст. (Російська Федерація) (10.02.2012)
- медалі
- «Заслужений юрист РРФСР» (17.03.1982)
- Почесний громадянин Свердловської області (12.02.2007)